# Présidence irlandaise du Conseil de l'Union européenne en 2004
Présidence italienne du Conseil de l'Union européenne en 2003 Présidence néerlandaise du Conseil de l'Union européenne en 2004
La présidence irlandaise du Conseil de l'Union européenne en 2004 désigne la sixième présidence du Conseil de l'Union européenne effectuée par l’Irlande depuis son entrée dans l'Union européenne en 1973. 
Elle fait suite à la présidence italienne de 2003 et précède celle de la présidence néerlandaise du Conseil de l'Union européenne à partir du 1er juillet 2004.

## Compléments